# Balaenopteroidea
Balaenopteroidea - надродина ссавців ряду китоподібні. Містить одну родину нині живих істот і три родини викопних. 